# Clemente Russo
Clemente Russo (ur. 27 lipca 1982 w Caserta) – włoski bokser, dwukrotny wicemistrz olimpijski, mistrz świata.
Występuje na ringu w wadze ciężkiej. Zdobywca srebrnego medalu w igrzyskach olimpijskich w Pekinie w 2008 roku, będąc wówczas zawodnikiem GS Fiamme Oro. Startował również w igrzyskach olimpijskich w 2004 roku, bez sukcesów.
Złoty medalista mistrzostw świata w 2007 roku z Chicago oraz z Ałmaty w roku 2013.
Mistrz w 2005 roku i wicemistrz w 2007 mistrzostw Unii Europejskiej w boksie w kategorii wagowej do 91 kg.
Zdobywca złotego medalu na igrzyskach śródziemnomorskich w 2005 roku.
Na igrzyskach olimpijskich w Londynie zdobył srebrny medal w kategorii do 91 kg.